# Hemisteptia lyrata
Hemisteptia lyrata là một loài thực vật có hoa trong họ Cúc. Loài này được (Bunge) Fisch. & C.A.Mey. mô tả khoa học đầu tiên năm 1836.